# 1248 en santé et médecine
| Années de la santé et de la médecine : 1245 - 1246 - 1247 - 1248 - 1249 - 1250 - 1251    |
| Décennies de la santé et de la médecine : 1210 - 1220 - 1230 - 1240 - 1250 - 1260 - 1270 |

Cet article présente les faits marquants de l'année 1248 en santé et médecine.

## Événements

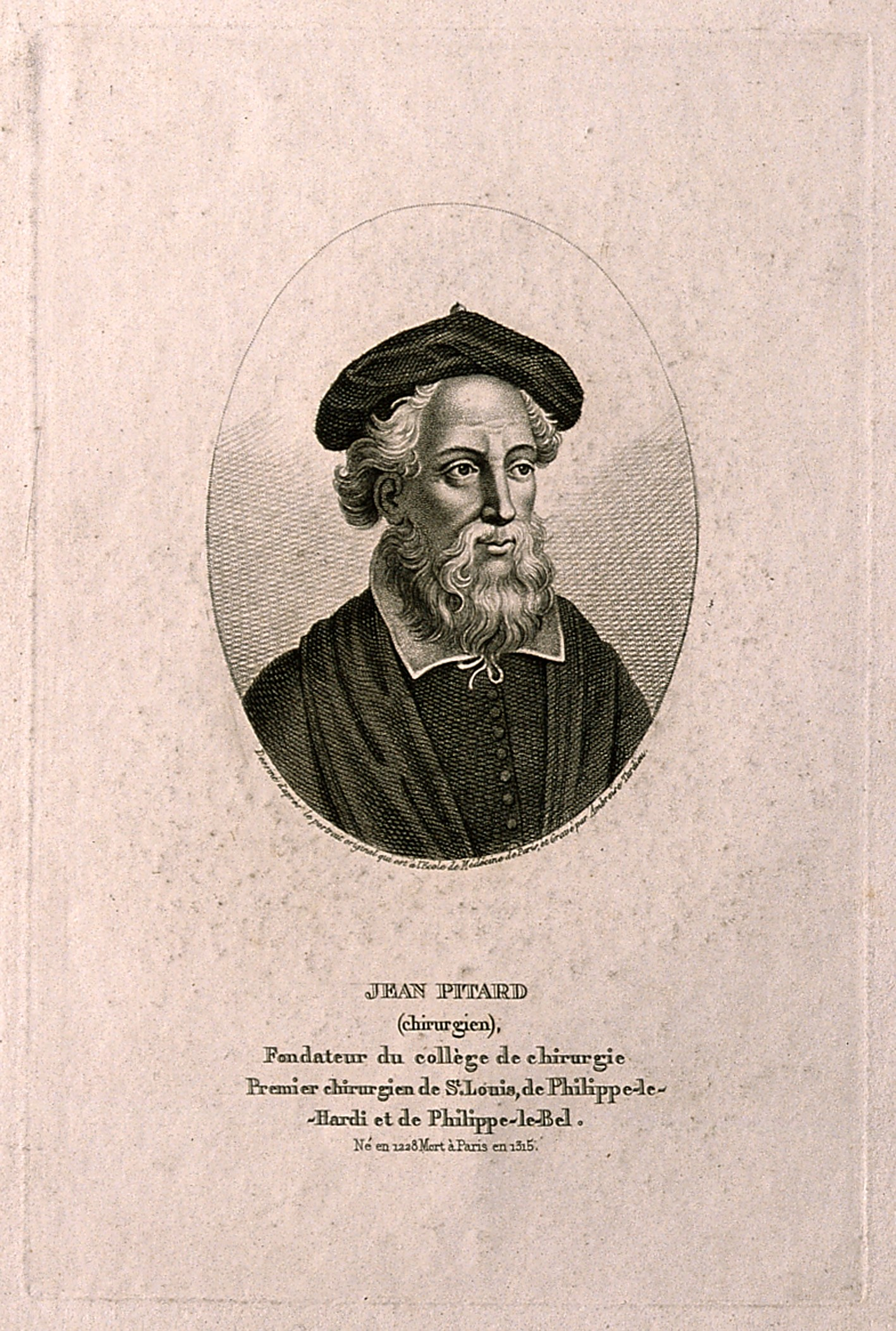
Jean Pitard
Ambroise Tardieu sc.
Antoine Humblot del.

- 24-25 novembre : dans la nuit, quelque cinq cents millions de mètres cubes de roche s'éboulent de la montagne du Granier, en Savoie, tuant plus de mille personnes[1].
- « Les Juifs, dont la loi prescrit aux femmes l'usage du bain au moins une fois par mois, [ont à Paris,] dans la rue de la Pelleterie, une maison d'étuves à leur usage exclusif[2] ».
- Fondation à Arras en Artois, par Adam Esturjon, d'un hospice de douze lits pour recevoir les pèlerins de Saint-Jacques[3].
- Une maladerie est attestée à Betz, en Champagne, « sur la gauche du chemin de Trocy à Échancu[4] ».
- 1246[5] ou 1248[6] : fondation de l'hôpital Notre-Dame de Seclin, par Marguerite, comtesse de Flandre, sœur de Jeanne de Constantinople.

## Publication
- Le Kitab al-Gami (« Livre des simples[7] ») d'Ibn al-Baitar, qui rassemble les connaissances pharmacologiques du moment[8].

## Naissances
- Mouhammad ibn Dâniyâl (mort en 1310), médecin oculiste, poète et auteur dramatique né à Mossoul et ayant vécu en Égypte sous les Mamelouks[9].
- 1247 ou 1248[10] : Rashid al-Din (mort en 1318), médecin, historien et homme d'État persan d'origine juive, « qui passe pour avoir été le premier à transmettre la médecine chinoise au monde occidental[11] ».
- Vers 1248[12] : Jean Pitard (mort au plus tôt en 1327, probablement après septembre 1328[12]), chirurgien des rois de France Philippe le Hardi et Philippe le Bel.

## Décès
- Ibn al-Baitar (né entre 1190 et 1197), médecin et botaniste arabe, auteur du Kitab al-Gami.